# هدية النملة إلى مرجع الملة
هدية النملة إلى مرجع الملة كتاب من تأليف الفقيه الشيعي محمد رضا الهمداني في الردِّ على الشيخيَّة، كتبه بالعربيَّة، وطُبع بترجمته الفارسيَّة سطراً بسطر، ولم يكن هذا الكتاب أوَّل كتابٍ من الداخل الشيعي في الرد على الشيخيَّة، ولكنَّه أشهرها وموضع الأخذ والردِّ فيها، وذكر آل الطالقاني في تعداده للكتب التي أُلفت في ردِّ الشيخيَّة: «أمَّا الكتاب الذي اشتهر جداً وصار موضع الأخذ والردّ فهو هدية النملة إلى مجدّد الملة». وكُتب في ردِّ هذه الرسالة وتأييدها العديد من الكتب والرسائل باللغتين العربيَّة والفارسيَّة.
وصف المرجع الديني علي الخامنئي هذا الكتاب في خطاب ألقاه على رجال الدين بمحافظة همدان بأنّه كتاب متقن ودقيق وعميق.
ويُذكر أنَّه ألف الكتاب كهدية للمرجع الشيعي الأعلى في عصره محمد حسن الشيرازي غير أنَّ بعض الشيخية الذين ردُّوا عليه إدَّعوا أنَّ هذه الرسالة لم تنل الشيرازي، فقد قال موسى الإحقاقي: «ومع ذلك نسبها إلى رئيس الملة وجعلها باسم الهدية إلى حضرة رئيس العلماء العاملين، عمدة الفقهاء والمجتهدين محيي الشريعة ومرجع الشيعة، مولانا السيد محمد حسن الشيرازي قدّس الله نفسه الزكية، ليوهم إلى أنظار عموم الخاص والعام أن رسالته كانت مرضية عنده».